# メルセデス・ベンツ・グループ
メルセデス・ベンツ・グループAG（ドイツ語: Mercedes-Benz Group AG）は、ドイツのバーデン＝ヴュルテンベルク州シュトゥットガルトに本拠を置く多国籍自動車企業。
メルセデス・ベンツ、スマートのブランドで販売しており、2022年時点での世界の販売台数は204万0500台、売上高は1500億1700万ユーロ で世界13位 の規模である。
フランクフルト証券取引所に上場している（FWB: MBG）。

## 概要
1926年にベンツとダイムラー・モトーレン・ゲゼルシャフトが合併してダイムラー=ベンツが設立された。1998年にアメリカの自動車メーカーのクライスラーを買収した際にダイムラー・クライスラーと改称し、2007年にクライスラーをサーベラス・キャピタル・マネジメントに売却した際にダイムラーAGと改称した（現在、クライスラーはステランティスの所有）。2021年12月、商用車部門をダイムラー・トラックとして分離し、2022年2月、メルセデス・ベンツ・グループに社名変更した。
2000年には航空宇宙産業部門のダイムラー・クライスラー・エアロスペース（DASA）は分離、合併しEADSとなった。日本の三菱自動車工業や韓国の現代自動車とも提携していた。対アジア計画の巨額の損失により、2004年に現代自動車との提携を解消、2005年11月には三菱自動車工業との資本提携を解消した。2003年に三菱自動車工業から分離・独立した三菱ふそうトラック・バスとは資本提携を継続し、後に連結子会社としていた。
2010年、ルノー・日産アライアンス（現・ルノー・日産自動車・三菱自動車アライアンス）と戦略的業務提携を締結したが、その後資本提携を解消しルノーのみ関係を継続している。

## 会社略歴

### ダイムラー・ベンツ
1890年にドイツ人技術者のゴットリープ・ダイムラー、ヴィルヘルム・マイバッハらによりダイムラー・モトーレン・ゲゼルシャフト社（Daimler Motoren Gesellschaft, DMG）が設立された。1926年、1883年にドイツ人技術者のカール・ベンツが設立したベンツ社（Benz & Cie）と合併し、ダイムラー・ベンツとなる。同社は「メルセデス・ベンツ」ブランドの自動車や、戦車用、船舶用、航空用エンジンなどのメーカーとして発展をとげた。
1959年にダイムラー・ベンツの筆頭株主フリードリヒ・フリックとドイツ銀行の後押しで経営危機にあったBMWの吸収合併を計画するも、労働組合や個人株主などの反発で買収を断念し、両社の大株主だったヘルベルト・クヴァントは自らBMWの救済に乗り出した。
1974年、クヴァント家が保有していたダイムラー・ベンツの株式はドレスナー銀行の仲介でクウェート投資庁に売却された。

### クライスラーとの合併
1998年、当時のダイムラー・ベンツ会長であるユルゲン・シュレンプの主導により、ドイツのダイムラー・ベンツ・アーゲーとアメリカ合衆国のクライスラー・コーポレーションの事業結合契約に基づき、ダイムラー・クライスラーが誕生した。乗用車で6大グループの一角で、グループ総合での世界販売実績第6位、商用車においては世界最大のメーカーであった。2007年のクライスラー部門売却まで、アメリカ・ミシガン州オーバーンヒルズとドイツ南部のシュトゥットガルトに本社を置いていた（登記上の本社はシュトゥットガルト）。
一部車種では部品共用や兄弟車関係が行われ、一例としてクライスラー・300にはメルセデス・ベンツ・Eクラスのコンポーネンツが用いられている。

### 合併から解消へ至る経緯
ダイムラー・ベンツとクライスラーの経営方針や技術思想にあまりにも違いがあったため、協業開始時から「ドイツとアメリカが手を組めるはずがない」などと陰口も叩かれており、互いに相手との違いを尊重しあう両社の姿勢が協業を継続させる鍵と見られていた。結局、両部門が揃って好業績をあげたのは初年度だけで、クライスラー部門の北米不振はついに解消されず、2007年5月14日、ダイムラー・クライスラーはクライスラー部門を米投資会社サーベラスへ売却することを発表、同年8月3日、ダイムラー・クライスラーは、クライスラー部門の資産管理を行う持株会社「クライスラー（Chrysler LLC ）」を設立し、その株式の80.1%を55億ユーロでサーベラスに売却、かつては「世紀の合併」といわれたダイムラーとクライスラーの協業体制は約9年で解消されることとなった。イギリスのBBCは、「不幸な結婚は終了することになった」と報じた。
同年10月4日の株主総会によって、社名をダイムラー・クライスラーから現社名に変更した。なお、協業解消後もダイムラーからクライスラーへの出資（所有比率19.9%）、および業務上の提携関係は継続した。2009年4月27日、残りの株式をサーベラスに譲渡するとともにクライスラー向け債権15億ドルを放棄すること、3年間にわたり年間2億ドル（計6億ドル）をクライスラーの年金基金に拠出することで、サーベラスおよびアメリカ年金給付保証公社（PBGC）と合意した。2009年4月30日、クライスラーは連邦倒産法第11章の適用を申請して倒産。クライスラーは、アメリカとカナダ両政府から総額100億ドルの公的資金と、フィアットからの技術支援・人材支援を得て経営再建を目指すことになった。

### “ダイムラー・ベンツ”から“ダイムラー”へ
2007年のクライスラー部門パージの際、ダイムラー・クライスラーはかつての社名である“ダイムラー・ベンツ”では無く“ダイムラー”と改名した。同時に高級車部門は“メルセデス・ベンツ・カーズ”、バン部門は“メルセデス・ベンツ・バンズ”、系列企業であるダイムラー・クライスラー銀行は“メルセデス・ベンツ銀行”に改名された。
2018年2月、長らく筆頭株主だったクウェート投資庁に代わり、中国の吉利汽車の親会社である浙江吉利控股集団が筆頭株主となったことが発表された。

### 商用車部門の分離・独立
2019年3月22日、2020年を目処に、ダイムラーを持ち株会社とし、その傘下にメルセデス・ベンツ、ダイムラー・トラック、ダイムラー・モビリティの3社を置く新体制とすることを発表。ダイムラーとメルセデス・ベンツの両CEOはオーラ・ケレニウス（Ola Kallenius. メディアにより、オラ・ケレニウスの表記も）が兼務、ダイムラー・トラックのCEOはマーティン・ダウムとすることを発表。
2019年5月22日、年次株主総会にて、ダイムラーがBMWグループと両社のモビリティサービス事業を統合し、新会社5社を設立することを発表。
また同日、ディーター・ツェッチェがCEOを勇退、オーラ・ケレニウスが新CEOとなる。
2019年7月、提携関係にある中国の北京汽車が吉利とクウェート投資庁に次ぐ3番目の株主となったことが発表された。
2019年9月、創業時からの基幹事業である内燃機関の開発を中止して電気自動車に注力することが発表された。
2021年2月3日、ケレニウスがCEOに就任して以来最大の組織改編となる、電気・高級車部門とトラック・バス（商用車）部門の分離・独立（非連結化）を発表。商用車部門を「ダイムラー・トラック」として独立させ、ダイムラーは「メルセデス・ベンツ」へと社名を変更する。これまで一部の投資家よりグループ全体の価値（株価）低迷の一因となっている部門の分離要求がなされており、それに応えると共に、電動化事業への集中により、一層の投資を呼び込む。
同年12月10日、ダイムラートラックホールディングスがフランクフルト証券取引所に上場した。
同年12月13日、北京汽車はダイムラーへの出資比率を9.98％に引き上げたと発表し、吉利汽車に代わって筆頭株主となった。
2022年10月26日、ロシア事業から撤退すると発表した。
2024年2月、2030年までに新車販売をすべてEV（電気自動車）するという計画を変更した。需要の変化に対応するため、2030年代まで内燃エンジン車の販売を継続する。

## 株主構成
地域別の保有割合（2012年8月31日時点）
- 35.0% ヨーロッパ諸国（ドイツ以外）
- 32.8% ドイツ
- 18.1% アメリカ
- 7.6% クウェート
- 3.1% アラブ首長国連邦
- 3.1%　アジア諸国
- 0.3%　その他

## ブランド一覧
- smart（スマート）
- Mercedes-Benz（メルセデス・ベンツ）

## メルセデス・ベンツ日本
メルセデス・ベンツ日本合同会社（メルセデス・ベンツにほん、英: Mercedes-Benz Japan G.K.、MBJ）は、千葉県千葉市美浜区中瀬（幕張新都心）のワールドビジネスガーデン マリブウエストに本社を置く、メルセデス・ベンツの日本法人である。

### 概要
2024年4月1日に、メルセデス・ベンツ日本株式会社から合同会社に組織変更した。代表者はゲルディンガー 剛（代表取締役兼CEO）。かつては事業経営・財務管理・実務（自動車輸入・販売およびサービス）に関してはダイムラー日本株式会社が担当していたが、現在はMBJに吸収された。
輸入港は愛知県・三河港（神野地区）と茨城県・日立港（茨城港日立港区）、新車整備センター（VPC）も豊橋VPC（愛知県豊橋市神野西町）と日立VPC（茨城県日立市大和田町）の2拠点体制を取っている。1991年1月に豊橋VPC、1992年1月に日立VPCがそれぞれ稼働を開始したが、2010年4月に豊橋VPCを日立VPCに統合、日立1ヶ所に集約した。しかし、2011年3月11日の東日本大震災で茨城港および日立VPCが被災。その後の販売台数増加もあいまって、2014年8月に豊橋VPCを再設置した。豊橋VPCには、豊橋市が中心となって提案し、2013年4月に規制緩和の形で実現した、全国のナンバープレートの封印取付けが可能な制度によって、直接納車が可能となる「デリバリーコーナー」が設けられた。

### 沿革
両社の略史
- 1986年 - メルセデス・ベンツ日本株式会社が設立（当時はまだクライスラーとの合併前）。
- 1999年 - ダイムラー・クライスラー誕生に合わせ、ダイムラー・クライスラー日本ホールディングス株式会社を設立。Mベンツ日本はクライスラージャパンセールス株式会社と統合、ダイムラー・クライスラー日本株式会社（略称・DCJ）が発足。
  - ダイムラー・クライスラー時代に輸入・販売していたブランドは、AMGを含むメルセデス・ベンツ、マイバッハ、スマート、クライスラー、ダッジ[注 2]、ジープのみであり、それぞれの販売車には、専用のステッカーが貼られていた[注 3] 。
- 2007年 - ダイムラー・クライスラー本社の会社分割を受け、ダイムラー・クライスラー日本ホールディングスがダイムラー日本株式会社に、ダイムラー・クライスラー日本がメルセデス・ベンツ日本株式会社（英: Mercedes-Benz Japan Co., Ltd.）に改名した。
  - この改名により、DCJ社は合併前の旧社名（MBJ）を9年ぶりに復活させることとなった。社長及び所在地は継続され、MBJ社となった現在に至る。
- 2024年3月 - メルセデス・ベンツ日本株式会社の本社を、東京都品川区から千葉県千葉市美浜区に移転。
- 2024年4月 - 合同会社に改組し、商号をメルセデス・ベンツ日本合同会社（英: Mercedes-Benz Japan G.K.）に変更[29]。
- 2024年9月 - メルセデス・ベンツAGのゲルティンガー・剛カスタマーサービス海外部門ディレクターがMBJの社長兼CEO（最高経営責任者）に就任。グローバル戦略に基づいた人事異動で、2012年12月の上野金太郎就任以来MBJのトップ交代は約12年ぶりとなる。

補足
2007年に分割されたクライスラーの日本法人は、MBJの子会社というかたちでクライスラー日本株式会社 として分離設立された。設立当時の社長は旧DCJクライスラーブランドの責任者であったクリストファー・エリス。所在地は東京都港区台場。
その後はStellantisジャパン株式会社を設立し、現在の本社は〒152-0003
東京都港区芝5丁目36-7
三田ベルジュビルにある。

## 不祥事
ダイムラー、フォルクスワーゲン、BMWの3社が出資する研究団体「輸送セクターにおける環境と健康についての欧州研究グループ（EUGT）」は、ディーゼルエンジンの排気ガス吸引の影響を調べるため、2013年から2014年にかけて健康な25人を対象に、窒素酸化物を含む排気ガスを吸引させる実験をドイツ国内で行なった。また、2014年にはアメリカで、気密室に入れたサル10匹にフォルクスワーゲン車から出る排気ガスを吸引させる実験を行なった。
2018年にこうした吸引実験の存在が報道されると非難が殺到し、アンゲラ・メルケル首相は「倫理上正当化のしようがない」と強く批判。同年1月31日、ダイムラーは問題の実験を行なった団体の理事を務めていた職員に停職処分を科したと発表した。

### 日本法人
- 2021年12月10日、消費者庁は、メルセデス・ベンツ日本に対し、2020年6月から2021年8月までの間、GLA、GLBなどの3車種でカタログやウェブサイト上において、実際にはオプションである装備を「標準装備」と記載するなどの優良誤認を行なったとして、景品表示法に基づく措置命令を行なったことを公表した[34]。
- 2024年3月12日、消費者庁は、メルセデス・ベンツ日本に対し、12億3097万円の課徴金納付命令を出した。景品表示法に基づく課徴金の額としては、2016年4月に課徴金制度が導入されて以降、史上最高額となっている[35]。